# Adżaz
Adżaz (arab. اعجاز) – wieś w Syrii, w muhafazie Idlib. W 2004 roku liczyła 1341 mieszkańców.